# Arrondissement di Halle-Vilvoorde

Arrondissement di Halle-Vilvoorde con indicazione dei comuni

L'arrondissement di Halle-Vilvoorde (in olandese Arrondissement Halle-Vilvoorde, in francese Arrondissement de Hal-Vilvorde) è una suddivisione amministrativa belga, situata nella provincia del Brabante Fiammingo e nella regione delle Fiandre.
Circonda quasi completamente la regione di Bruxelles-Capitale ed è unito a questa per costituire la circoscrizione elettorale (circoscrizione di Brussel-Halle-Vilvoorde / Bruxelles-Hal-Vilvorde) e l'arrondissement giudiziario (o Zona di polizia). Data la vicinanza con la capitale Bruxelles vi si trovano diversi comuni praticamente bilingue.
L'arrondissement di Halle-Vilvoorde nasce nel 1963, dalla divisione del vecchio arrondissement di Bruxelles in tre parti:
- l'arrondissement di Bruxelles-Capitale;
- l'arrondissement di Halle-Vilvoorde;
- l'arrondissement di Bruxelles-Rand, di sei comuni, che poi verrà riunito nel 1971 all'arrondissement di Halle-Vilvoorde.

## Composizione
L'arrondissement di Halle-Vilvoorde è diviso in sei cantoni (Asse, Halle, Lennik, Meise, Vilvoorde e Zaventem) e raggruppa 35 comuni:
- Affligem
- Asse
- Beersel
- Bever
- Dilbeek
- Drogenbos
- Galmaarden
- Gooik
- Grimbergen
- Halle
- Herne
- Hoeilaart
- Kampenhout
- Kapelle-op-den-Bos
- Kraainem
- Lennik
- Liedekerke
- Linkebeek
- Londerzeel
- Machelen
- Meise
- Merchtem
- Opwijk
- Overijse
- Pepingen
- Roosdaal
- Sint-Genesius-Rode
- Sint-Pieters-Leeuw
- Steenokkerzeel
- Ternat
- Vilvoorde
- Wemmel
- Wezembeek-Oppem
- Zaventem
- Zemst

## Società

### Evoluzione demografica
Abitanti censiti
- Fonte dati INS - fino al 1970: 31 dicembre; dal 1980: 1º gennaio